# Boykin (Karolina Południowa)
Boykin – jednostka osadnicza w Stanach Zjednoczonych, w stanie Karolina Południowa, w hrabstwie Kershaw.